# بلونی دوما
بلونی دوما (انگلیسی: Belony Dumas؛ زادهٔ ۱۸ ژوئیهٔ ۱۹۸۹) بازیکن فوتبال اهل فرانسه است.
وی همچنین در تیم ملی فوتبال سنت مارتین بازی کرده‌است.